# Pavel Alexejevič Rotmistrov
Pavel Alexejevič Rotmistrov (6. července 1901 Skovorkovo, Tverská gubernie, carské Rusko – 6. dubna 1982 Moskva, SSSR) byl sovětský voják, hlavní maršál tankových vojsk, hrdina SSSR a vojenský pedagog.

## Úvod
Narodil se 6. července 1901 ve vesnici Skovorovo v Tverské gubernii, Vystudoval čtyřtřídní základní školu a do říjnové revoluce pracoval jako nosič v Samaře. Vypracoval se, stal se z něj proslulý tankový velitel a dosáhl hodnosti Hlavního Maršála tankových vojsk SSSR, pracoval i ve vysokých státních funkcích.

## Předválečné období
V roce 1919 vstoupil do Rudé armády a byl zařazen do Samarského pracovního (ženijního) pluku. Zúčastnil se bojů u Bugumloj. A taktéž v roce 1919 vstoupil do ruské bolševické strany (pozdější KSSS). Dokončil vojensko-inženýrský kurz a byl odeslán k 16. armádě, sloužil u 42. pluku Západního frontu. Zde se zúčastnil potlačení Krondštadské vzpoury, kde byl zraněn. Poté absolvoval Smolenskou pěchotní školu a byl odeslán do Rjazaně jako politruk roty 149. střeleckého pluku. Poté byl převelen do Vladimiru jako politruk jízdní rozvědky a odsud byl poslán na vojenskou školu VCIK. Od roku 1924 působil jako velitel čety u 31. pluku, 11. střelecké divize. V roce 1927 byl odeslán na Frunzeho akademii, kterou úspěšně dokončil v roce 1931. Následovalo umístění ve štábu Zabajkalské střelecké divize v Čitě a v roce 1933 byl jmenován zástupcem náčelníka štábu OKDVA zmíněné divize. Počátkem roku 1937 byl jmenován velitelem pluku a koncem roce 1937 byl převelen do Moskvy na místo lektora taktiky na Vojenské akademii motorizace a mechaniky RKKA. V prosinci 1940 byl jmenován zástupcem velitele 5. tankové divize, 3. mechanizovaného sboru Pobaltského vojenského okruhu.

## Druhá světová válka

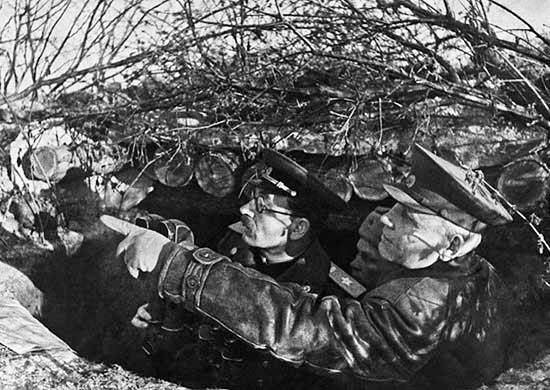
Pavel Alekseyevich Rotmistrov při Korsuň-ševčenkovské operaci

V květnu 1941 se stal náčelníkem štábu 3. mechanizovaného sboru a v této funkci ho zastihl začátek Velké vlastenecké války. Průběhu 2 měsíců se účastnil bojů s 11. armádou v Šaulajské operaci, kde se celý štáb ocitl v obklíčení. Když se z něj části 3. sboru probily, byl sbor rozpuštěn. Byl jmenován velitelem 8. tankové brigády Severozápadního frontu. Počátkem roku 1942 byl jmenován velitelem nově se formujícího 7. tankového sboru a ten byl později zařazen do svazku 5. tankové armády. Ta byla nasazena v prostoru Jelce proti německé 11. tankové divizi, kterou úspěšně rozdrtila. Poté, co byl 7. sbor zařazen do stavu 1. gardové armády, kde se v Stalingradském tažení 7. sbor vyznamenal v oblasti Račkovskij, následně pak i při porážce německé skupiny armád Don. To již velel mechanizované skupině složené ze 3 sborů. V únoru 1943 byl převelen do funkce velitele právě se formující 5. tankové armády a s ní se pak účastnil bojů u Prochorovky. Za bojů v během bitvy v Kurském oblouku byl povýšen a nyní již jako generálplukovník se s 5. armádou účastnil bojů na Dněpru v sestavě Stepního frontu. V říjnu pak jeho tanková armáda zaútočila na Pjatichatky, Kryvyj Rih a osvobodila Kirovohrad. V lednu se pak účastnil Korsunsko-ševčenkovské operace a 21. února 1944 byl jmenován maršálem tankových vojsk , nakonec v srpnu 1944 byl jmenován zástupcem velitele tankových a mechanizovaných vojsk Rudé armády, v této funkci setrval až do konce 2. světové války.

## Poválečné období
Po válce byl jmenován velitelem tankových vojsk v Německu a v této funkci setrval až do roku 1948. Poté byl jmenován velitelem tankových vojsk na Dálném Východě. Od roku 1956 působil jako velitel Akademie tankových vojsk v Moskvě, zde také publikoval a obhájil doktorát, v roce 1958 byl jmenován profesorem. V roce 1962 obdržel titul Hlavní Maršál tankových vojsk a v roce 1965 mu bylo uděleno vyznamenání Hrdina SSSR. V roce 1968 přešel ze zdravotních důvodů do skupiny Generálních inspektorů Ministerstva obrany SSSR. V roce 1982 zemřel a byl se všemi poctami pohřben na Novoděvičském hřbitově v Moskvě.
Jde o autora několika knih a nositele mnoha vysokých vojenských a státních vyznamenání.